# Liste der Monuments historiques in Thoiry (Yvelines)
Die Liste der Monuments historiques in Thoiry (Yvelines) führt die Monuments historiques in der französischen Gemeinde Thoiry auf.

## Liste der Bauwerke
| Bezeichnung | Beschreibung                  | Standort | Kennzeichnung | Schutzstatus | Datum     | Bild           |
| ----------- | ----------------------------- | -------- | ------------- | ------------ | --------- | -------------- |
| Schloss     | Erbaut ab dem 16. Jahrhundert | (Lage)   | PA00087655    | Inscrit      | 1973 2014 | weitere Bilder |

## Liste der Objekte
- Monuments historiques (Objekte) in Thoiry (Yvelines) in der Base Palissy des französischen Kultusministeriums